# Владимирреставрация
Владимирреставрация — научно-производственное акционерное общество в области строительства. Находится в городе Владимир, Княгининская улица, д. 6.

## История
Создано в 1945 году как экспериментальная научно-реставрационная производственная мастерская в целях ведения работ по научному исследованию памятников архитектуры, составлению проектов их восстановления и реставрации, а также контроля за проводимыми реставрационными работами. Была создана отвечающая поставленных целям производственная база с кирпичным заводом, карьером по добыче белого камня, лесозаготовкой и другими производствами.
В числе основателей организации состояли крупные отечественные архитекторы-реставраторы А. В. Столетов и А. Д. Варганов.
Под размещение мастерской был предоставлен Успенский собор Княгинина монастыря.
В первое же десятилетие работы мастерской владимирскими реставраторами были спасены от разрушения и частично восстановлены десятки памятников архитектуры. Среди них бывшие под угрозой разрушения Дмитриевский собор во Владимире и церковь Бориса и Глеба в Суздале, а в последнее время — Успенский собор, «Здание офицерского собрания 1797—1798 гг» («Дом губернатора»), «Народный дом — место митингов 1905—1907 гг», Северные торговые ряды; суздальские Богородице-Рождественский и Спасо-Преображенский соборы, «Братский корпус» Боголюбовского монастыря; муромские Дом купца Голубева, хозяйственная постройка дома купцов Зворыкиных, здание торгово-промышленного банка конца XIX века; гороховецкий Дом Семенычева (кон. XIX — нач. XX веков); храм Александра Невского в Нижнем Новгороде, Палаты Пушникова, Дом купца Смирнова, Больничный корпус ансамбля Флорищева пустынь Свято-Успенского мужского монастыря в поселке Флорищи; ансамбль зданий реального училища: здание женского училище (реставрация и приспособление под музей) для нужд МУК «Гусь-Хрустальный историко-художественный музей».
Реставрационные работы велись совместно с работами по выявлению и обследованию памятников архитектуры, список памятников истории и культуры превысил 3000 объектов. С конца 1950-х годов у мастерской появилась возможность вести исследовательскую работу. В начале 1960-х годов («хрущевская оттепель») реставраторам были созданы оптимальные условия для исследования памятников и реставрационного проектирования в самом широком диапазоне : архитектурная реставрация, инженерное оборудование, реставрация живописи и предметов прикладного искусства, разработка интерьеров. На примере городов Владимира, Суздаля, Гороховца мастерская разработала программу сохранения исторических центров древних русских городов в условиях современного развития (когда было осознано значение для сохранения, функционирования и восприятия архитектурных памятников определенное качество окружающей их среды), а к концу 1980-х годов была разработана комплексная перспективная программа сохранения и использования памятников архитектуры Владимирской области, ставшая первым опытом целостного подхода к сохранению историко-культурного фонда в целом, с учётом развития целой области, с включением городов, посёлков, сёл и деревень.
В 1994 году Владимирская реставрационная мастерская была реорганизована во Владимирское научно-производственное акционерное общество «Владимирреставрация» (49 % акций принадлежит государству). Был организован филиал в Нижнем Новгороде. В профиль организации добавились работы по реконструкции зданий, их капитальному ремонту, возведение новых зданий общественно-социального значения. Заказы выполняются не только во Владимирской области, но и в других регионах : Курская, Кировская, Ивановская, Нижегородская, Московская области, среди заказчиков Министерство культуры Российской Федерации, Федеральное государственное бюджетное учреждение «Дирекция по строительству, реконструкции и реставрации», Федеральное государственное казенное учреждение «Центрреставрация», Государственное бюджетное учреждение культуры Владимирской области «Государственный центр по сохранению, использованию и реставрации объектов культуры и культурного наследия», Федеральное государственное бюджетное учреждение Культуры «Государственный Владимиро-Суздальский Историко-Архитектурный и Художественный Музей-Заповедник», ФГУП «Государственный лазерный Центр «Радуга» им. И.С. Косьминова» (Радужный) и другие. Кроме реставрационных осуществляются ещё работы в 15 направлениях: строительство жилых и нежилых зданий, производство электромонтажных и санитарно-технических работ, монтаж отопительных систем и систем кондиционирования воздуха, производство штукатурных, малярных и стекольных работ, плотничные и столярные работы, устройство покрытий полов и облицовка стен, выполнение кровельных работ; организация имеет специалистов для проведения отдельных видов специальных работ.